# Порции
Порциите (Porcii) са римска плебейска фамилия, произлизаща от Тускулум. Името Porcus показва, че са развъждали свине.
Техните клонове са Лека, Лицинии, Катон, Фестус, Латрон и Септим. Мъжкото им име е Порций  (Porcius), a женското – Порция (Porcia). Най-често имат prenomen Луций и Марк.
Първият консул от фамилията e Марк Порций Катон (Катон Стари 195 пр.н.е.).

## Известни от фамилията

### Катон
- Катон Стари, (Марк Порций Катон), държавник, консул (195 пр.н.е.), закон Lex Porcia (II).
- Марк Порций Катон Лициниан, син на Катон Стари от първата му съпруга Лициния; юрист.
  - Марк Порций Катон (консул 118 пр.н.е.), син на М. П. К. Лициниан; консул 118 пр.н.е., умира в Африка
    - Марк Порций Катон (претор) (III), претор

  - Гай Порций Катон, син на М. П. К. Лициниан и Емилия Терция; консул 114 пр.н.е., проконсул на Македония 113 пр.н.е.
- Марк Порций Катон Салониан, син на Катон Стари от втората му съпруга Салония; претор
- Марк Порций Катон Салониан Млади, женен с Ливия Друза, баща на Катон Млади
- Катон Млади, (Марк Порций Катон Утицензис), политик, правнук на Катон Стари.
- Марк Порций Катон (II), син на Катон Млади; един от убийците на Юлий Цезар.
- Луций Порций Катон, син на М. Порций Катон Салониан, консул 89 пр.н.е.
- Порция (сестра на Катон Млади), прапрабаба на Нерон
- Порция Катона, (+ 42 пр.н.е.), дъщеря на Катон Млади и Атилия; втори брак с Брут
- Марк Порций Катон (консул 36 г.), суфектконсул 36 г.

### Лека
- Публий Порций Лека, народен трибун, Lex Porcia(I) 199 пр.н.е., претор 195 пр.н.е
- Марк Порций Лека, tresviri monetalis 125 пр.н.е.
- Публий Порций Лека, магистър на Монетния двор 110 или 109 пр.н.е. [1]
- Публий Порций Лека, народен трибун 90 пр.н.е.
- Марк Порций Лека, сенатор, съзаговорник 63 пр.н.е. в заговора на Катилина

### Лицин
- Луций Порций Лицин (консул 184 пр.н.е.), консул 184 пр.н.е., Lex Porcia (III).

### Други
- Марк Порций Латрон, реторик (+ 4 пр.н.е.)
- Марк Порций, дуумвир, цензор в Помпей; строи там амфитеатър със собствени средства 1 век пр.н.е.
- Порций Фест, римски управител на Юдея 58 – 62 г.